# Ayoquezco de Aldama
Ayoquezco de Aldama, du náhuatl « Ayotl », qui signifie « tortue », « quiza » dont la signification est « sortie » et « co », qui signifie « en », donc « où les tortues sortent », et appelée « Gɨdxón » en zapotèque, signifiant « endroit marécageux », est une ville et municipalité dans l'état d'Oaxaca au sud-ouest du Mexique. Elle fait partie du district de Zimatlán à l'ouest de la région des Valles Centrales.